# Theodor Mengelbier
Theodor Wilhelm Albert Mengelbier (* 30. Dezember 1857 in Düsseldorf; † 15. Juli 1932) war ein preußischer Generalleutnant.

## Leben
Mengelbier trat am 1. April 1878 als Einjährig-Freiwilliger in das Niederrheinische Infanterie-Regiment Nr. 39 der Preußischen Armee ein und wurde Anfang Oktober 1878 als Fahnenjunker in das 7. Westfälische Infanterie-Regiment Nr. 56 versetzt. Er avancierte im Dezember 1878 zum Fähnrich, wurde unter Beförderung zum Sekondeleutnant Mitte Februar 1880 in das 4. Badische Infanterie-Regiment Nr. 112 versetzt und stieg Ende März 1889 zum Premierleutnant auf. Am 24. März 1890 folgte seine Versetzung in das 7. Badische Infanterie-Regiment Nr. 142. Hier avancierte Mengelbier am 18. August 1894 mit Patent vom 18. Oktober 1893 zum Hauptmann und Kompaniechef. Mitte August 1900 wurde er als Adjutant der 29. Division kommandiert und ein Jahr später unter Belassung in diesem Kommando und unter Versetzung in das 2. Badische Grenadier-Regiment „Kaiser Wilhelm I.“ Nr. 110 zum überzähligen Major befördert.
Mengelbier war vom 21. April 1911 bis 26. Januar 1914 Kommandeur des 4. Unter-Elsässischen Infanterie-Regiments Nr. 143. Anschließend kommandierte er als Generalmajor zu Beginn des Ersten Weltkriegs im August 1914 während der Schlacht bei Tannenberg in Ostpreußen die 3. Infanterie-Brigade der 2. Infanterie-Division (Generalleutnant Adalbert Falk). Neben beiden Klassen des Eisernen Kreuzes erhielt Mengelbier für sein Wirken an der Ostfront im Februar 1915 das Kreuz der Komture mit Schwertern des Königlichen Hausordens von Hohenzollern. Am 19. April 1915 übernahm er das Kommando über die 12. Landwehr-Division im Elsass. Bei einem Stellungsbesuch in der Rehfelsenstellung am Unteren Rehfelsen am 24. April 1916 erhielt er einen Bauchschuss. Er wurde in Colmar wiederhergestellt, musste aber die Führung der Division an General Paul von Drabich-Waechter abgeben.
Vom 5. November 1916 bis 2. Januar 1917 führte er abermals an der Ostfront die 16. Infanterie-Division am oberen Styr und Stochod in Wolhynien. Zwischen 23. Mai 1917 und 6. Februar 1918 war Mengelbier Kommandeur der 101. Infanterie-Division, die bis Oktober 1917 an der makedonischen Front eingesetzt war und danach an die Ostfront verlegte, wo sie am Sereth in Stellung ging. Am 28. März 1918 wurde er Nachfolger von Generalleutnant Wilhelm Groener als der letzte Kommandierender General des I. Armee-Korps an der Ostfront. In Würdigung seiner Verdienste erhielt Mengelbier im Oktober 1918 den Roten Adlerorden II. Klasse mit Eichenlaub, Stern und Schwertern.
Nach Kriegsende wurde er am 30. September 1919 in Genehmigung seines Abschiedsgesuches mit der gesetzlichen Pension zur Disposition gestellt.
1923 wurde er in Freiburg Vorsitzender des Breisgauvereins für Luftfahrt e. V.